# Esla
L'Esla è uno dei più importanti fiumi della Spagna nordoccidentale. È un affluente del Duero, nasce nella Cordigliera Cantabrica ed attraversa da nord a sud le provincie di León e Zamora. È l'affluente di maggior portata del Duero e alla confluenza ha una portata maggiore che lo stesso Duero. È lungo 286 km e drena un bacino di 16.163 km². Il suo letto è sbarrato dalla diga di Ricobayo, per la cui costruzione si dovette spostare la chiesa di San Pedro de la Nave, che sarebbe altrimenti stata sommersa dalle acque.

## Geografia
La sorgente convenzionale del fiume Esla è situata nella località leonesa di Maraña, nel sito conosciuto come «La Fuente Maraña».
In epoca romana era conosciuto come Astura, da cui deriva la parola asturi, gli antenati degli asturiani e dei leonesi che popolavano entrambi i versanti della Cordigliera Cantabrica.
Dal suo bacino nel XIX secolo si derivò il canale dell'Esla per irrigare la Vega de Toral.
I principali affluenti sono:
- il Bernesga, con una lunghezza di 77 km ed un bacino di 1.162 km²;
- il Cea, lungo 157 km e con un bacino di 2.019 km²;
- l'Órbigo, lungo 162 km e con un bacino di 4.995 km²;
- il Porma, lungo 79 km e con un bacino di 1.147 km²
- il Tera, lungo 139 km e con un bacino di 2.415 km²;
- l'Aliste, lungo 60 km e con un bacino di 1.163 km².

## Etimologia
Esistono due ipotesi: la prima è che il fiume Astura (anticamente chiamato Estura o Estula) prende la radice dal celtico -stour, che significa «fiume». Nell'ambito della geografia europea, nelle zone popolate dai popoli celti, già Plinio il Vecchio parlava del fiume «Stur» nella Gran Bretagna e tuttora vi sono tre fiumi chiamati Stour nel Kent, nel Suffolk e nel Dorset. Inoltre, anche presso la foce dell'Elba si trova un altro fiume Stör, chiamato anticamente «Sturia». Allo stesso modo, in Piemonte viveva la tribù celta degli Esturi e si trova il fiume Stura. La stessa radice sopravvive tutt'oggi nel gaelico e nel bretone nelle parole ster e stour che significano «fiume».
La seconda ipotesi, supportata dal libro di Julio de Prado Reyero, Un viaje histórico por el alto Esla, Astura — poi Esla— viene dal basco «aite-ur» o «sito di rocce e acqua».
In ogni caso, «Esla» è un toponimo preindoeuropeo, forse da una radice dell'antico europeo *eis-/*ois-/*is-, molto comune negli idronimi, che significa «rapido».